# Gemini 6A
För andra betydelser, se Gemini.

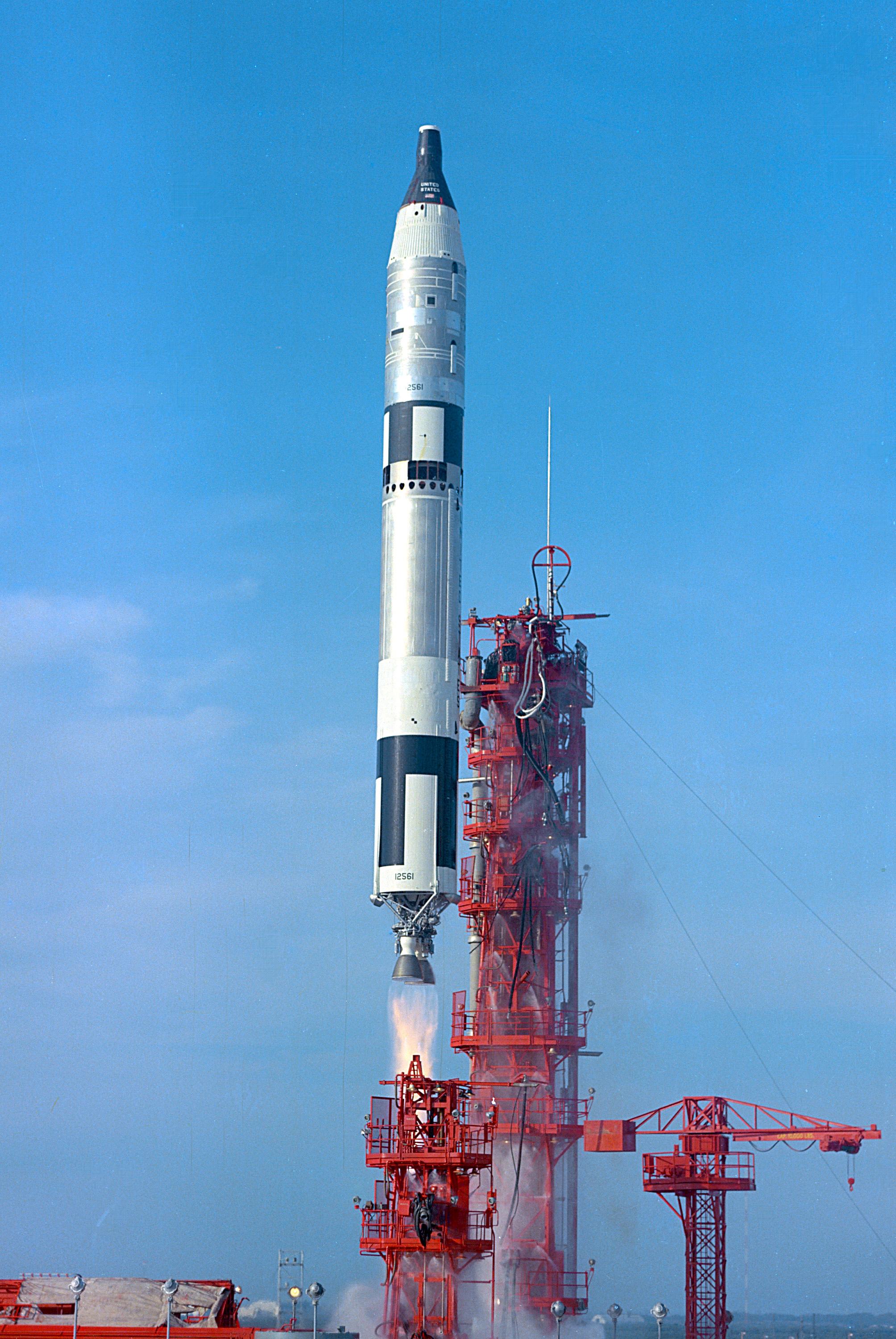
Uppskjutningen av Gemini 6A.

Gemini 6A (officiellt Gemini VI-A) var NASA:s femte bemannade färd i Geminiprogrammet och 11:e bemannade färden totalt. Astronauterna Walter Schirra och Thomas P. Stafford flög ombord. Färden genomfördes 15-16 december 1965 och varade i 25 timmar 51 minuter och 24 sekunder. Farkosten sköts upp med en Titan II-raket från Cape Kennedy Air Force Station.
Man flög i formation med Gemini 7 och var som närmast endast 0,3 meter från varandra.

## Gemini 6
Från början hete flygningen Gemini 6 och planen vara att man skulle docka med en Agena-farkost. Men eftersom uppskjutningen av Agena-farkosten misslyckades ställde man in flygningen.

### Fotnoter
1. ↑  ”NASA Space Science Data Coordinated Archive” (på engelska). NASA. https://nssdc.gsfc.nasa.gov/nmc/spacecraft/display.action?id=1965-104A. Läst 27 mars 2020.